# セルモ
株式会社セルモ（英: CERUMO Co., Ltd.）は、静岡県駿東郡小山町に本拠地(工場)を置く自動車関連会社である。「セルモ・スポーツ」のブランド名で自動車のアフターパーツを販売する他に、レーシングチームの運営を行っている。

## 概要
創業者の佐藤正幸は国内レース界では「バテさん」の愛称で知られる名物エンジニア。酒井正のチーフメカニックとして富士GCのマシンなどを担当し、1981年に酒井エンジニアリングを受け継いでセルモを設立した。社名はイタリア語の「cerumo（堅実・堅調）」が由来となっている。メンテナンスガレージとして活動しながら、1991年より自社チームを結成。以来、SUPER GT（旧 全日本GT選手権 JGTC）やフォーミュラ・ニッポン→スーパーフォーミュラ（旧 全日本F3000選手権）に参戦している。
2007年末にINGINGのオーナーである卜部治久が新たにオーナーに就任したため、INGINGとファクトリーの統合などが進められている。両チームともトヨタ系チームであり合併に際する支障が少ないことなどから、今後両チームが完全に合併する可能性も出てきている。
2016年1月に、元ブリヂストン・フェラーリのエンジニアである浜島裕英が加入し、SUPER GT及びスーパーフォーミュラの両カテゴリーにおいて総監督に就任した。
2019年2月の株主総会で、創業者の佐藤が社長を退き、それに合わせて浜島も総監督を辞任。代わってオーナーの卜部が社長兼会長、石浦宏明が取締役となる人事が発表された。

## レース活動

### 全日本F3000・フォーミュラニッポン・スーパーフォーミュラ
1991年よりコスモ石油のスポンサードで全日本F3000選手権に参戦。ドライバーには前年末に富士で開催されたインターF3リーグに参戦したエディ・アーバインをスカウトした。1993年にはアーバインがシリーズポイントで星野一義と同点首位に並んだが、勝利数の差でチャンピオンを逃した。
フォーミュラ・ニッポンには前述のINGINGとの提携により、2008年以降は「CERUMO/INGING」のエントラント名でエントリーしている。現在の監督は、2009年までドライバーを務めた立川祐路が就任している。2015年に石浦宏明、2016年には国本雄資と2年連続でチャンピオンを輩出し、2016年にはセルモとしてもINGINGとしても初のチームタイトルも獲得した。
なお2019年12月18日に発行したプレリリースで、2020年シリーズより3台体制での参戦が発表された。1チーム3台体制は、2009年のTEAM IMPUL以来となる。

#### 参戦歴
| 名称                   | 開催年 | No                       | チーム                            | ドライバー                   |
| ---------------------- | ------ | ------------------------ | --------------------------------- | ---------------------------- |
| 全日本F3000選手権      | 1991年 | 11                       | コスモオイルチームセルモ          | エディ・アーバイン           |
| 全日本F3000選手権      | 1992年 | 2                        | 株式会社セルモ                    | リカルド・リデル→ 小河等     |
| 全日本F3000選手権      | 1992年 | 11                       | コスモオイルチームセルモ          | エディ・アーバイン           |
| 全日本F3000選手権      | 1993年 | 11                       | コスモオイルチームセルモ          | エディ・アーバイン           |
| 全日本F3000選手権      | 1994年 | 11                       | コスモオイルチームセルモ          | 黒澤琢弥                     |
| 全日本F3000選手権      | 1994年 | 12                       | セルモ                            | 古谷直広→ 田嶋栄一           |
| 全日本F3000選手権      | 1995年 | 11                       | コスモオイルチームセルモ          | トム・クリステンセン         |
| 全日本F3000選手権      | 1995年 | 12                       | セルモ                            | 樋口統也→ 中嶋修             |
| フォーミュラ・ニッポン | 1996年 | 12                       | スリムビューティハウスセルモ      | 羽根幸浩                     |
| フォーミュラ・ニッポン | 1997年 | 11                       | COSMO OIL CERUMO                  | 光貞秀俊→ ミハエル・クルム   |
| フォーミュラ・ニッポン | 1997年 | 12                       | COSMO OIL CERUMO                  | サーラ・カヴァナ→ 柴原眞介   |
| フォーミュラ・ニッポン | 1998年 | 11                       | COSMO OIL CERUMO                  | 野田英樹                     |
| フォーミュラ・ニッポン | 1998年 | 12                       | COSMO OIL CERUMO                  | 飯田章                       |
| フォーミュラ・ニッポン | 1999年 | 11                       | COSMO OIL CERUMO                  | 立川祐路                     |
| フォーミュラ・ニッポン | 1999年 | 12                       | COSMO OIL CERUMO                  | 飯田章                       |
| フォーミュラ・ニッポン | 2000年 | 11                       | COSMO OIL CERUMO                  | 立川祐路                     |
| フォーミュラ・ニッポン | 2000年 | 12                       | COSMO OIL CERUMO                  | ヤレック・ヴィエルチュク     |
| フォーミュラ・ニッポン | 2001年 | 11                       | COSMO OIL CERUMO                  | 影山正美                     |
| フォーミュラ・ニッポン | 2001年 | 12                       | COSMO OIL CERUMO                  | 荒聖治                       |
| フォーミュラ・ニッポン | 2002年 | 11                       | COSMO OIL CERUMO                  | 立川祐路→ ブノワ・トレルイエ |
| フォーミュラ・ニッポン | 2003年 | 11                       | COSMO OIL CERUMO                  | 松田次生                     |
| フォーミュラ・ニッポン | 2003年 | 12                       | COSMO OIL CERUMO                  | 井出有治                     |
| フォーミュラ・ニッポン | 2004年 | 11                       | COSMO OIL CERUMO                  | 松田次生                     |
| フォーミュラ・ニッポン | 2004年 | 12                       | COSMO OIL CERUMO                  | 影山正美                     |
| フォーミュラ・ニッポン | 2005年 | 11                       | COSMO OIL CERUMO                  | 平中克幸                     |
| フォーミュラ・ニッポン | 2005年 | 12                       | TAKAGI PLANNING With CERUMO       | 高木虎之介                   |
| フォーミュラ・ニッポン | 2006年 | 11                       | TEAM CERUMO                       | 立川祐路                     |
| フォーミュラ・ニッポン | 2007年 | 11                       | TEAM RECKLESS CERUMO              | 立川祐路                     |
| フォーミュラ・ニッポン | 2007年 | 12                       | TEAM RECKLESS CERUMO              | 佐々木孝太                   |
| フォーミュラ・ニッポン | 2007年 | 33                       | Team BOSS・INGING Formula Nippon  | ロニー・クインタレッリ       |
| フォーミュラ・ニッポン | 2007年 | 34                       | Team BOSS・INGING Formula Nippon  | 横溝直輝                     |
| フォーミュラ・ニッポン | 2008年 | 47                       | CERUMO／INGING                    | ロニー・クインタレッリ       |
| フォーミュラ・ニッポン | 2008年 | 48                       | CERUMO／INGING                    | 立川祐路                     |
| フォーミュラ・ニッポン | 2008年 | 67                       | STONEMARKET・BLAAK CERUMO／INGING | ロベルト・ストレイト         |
| フォーミュラ・ニッポン | 2009年 | 48                       | CERUMO／INGING                    | 立川祐路                     |
| フォーミュラ・ニッポン | 2010年 | 29                       | DELIZIEFOLLIE CERUMO／INGING      | 井口卓人                     |
| フォーミュラ・ニッポン | 2011年 | 33                       | Project μ CERUMO／INGING          | 国本雄資                     |
| フォーミュラ・ニッポン | 2012年 | 38                       | Project μ CERUMO／INGING          | 平手晃平                     |
| 39                     | 2012年 | Project μ CERUMO／INGING | 国本雄資                          |                              |
| スーパーフォーミュラ   | 2013年 | 38                       | P.mu CERUMO／INGING               | 平手晃平                     |
| スーパーフォーミュラ   | 2013年 | 39                       | P.mu CERUMO／INGING               | 国本雄資                     |
| スーパーフォーミュラ   | 2014年 | 38                       | P.mu CERUMO／INGING               | 石浦宏明                     |
| スーパーフォーミュラ   | 2014年 | 39                       | P.mu CERUMO／INGING               | 国本雄資                     |
| スーパーフォーミュラ   | 2015年 | 38                       | P.mu CERUMO／INGING               | 石浦宏明                     |
| スーパーフォーミュラ   | 2015年 | 39                       | P.mu CERUMO／INGING               | 国本雄資                     |
| スーパーフォーミュラ   | 2016年 | 1                        | P.mu CERUMO／INGING               | 石浦宏明                     |
| スーパーフォーミュラ   | 2016年 | 2                        | P.mu CERUMO／INGING               | 国本雄資                     |
| スーパーフォーミュラ   | 2017年 | 1                        | P.mu CERUMO／INGING               | 国本雄資                     |
| スーパーフォーミュラ   | 2017年 | 2                        | P.mu CERUMO／INGING               | 石浦宏明                     |
| スーパーフォーミュラ   | 2018年 | 1                        | JMS P.mu CERUMO／INGING           | 石浦宏明                     |
| スーパーフォーミュラ   | 2018年 | 2                        | JMS P.mu CERUMO／INGING           | 国本雄資                     |
| スーパーフォーミュラ   | 2019年 | 38                       | JMS P.mu CERUMO／INGING           | 石浦宏明                     |
| スーパーフォーミュラ   | 2019年 | 39                       | JMS P.mu CERUMO／INGING           | 坪井翔                       |
| スーパーフォーミュラ   | 2020年 | 38                       | JMS P.mu CERUMO／INGING           | 石浦宏明                     |
| スーパーフォーミュラ   | 2020年 | 39                       | JMS P.mu CERUMO／INGING           | 坪井翔                       |
| スーパーフォーミュラ   | 2021年 | 38                       | JMS P.mu CERUMO／INGING           | 坪井翔                       |
| スーパーフォーミュラ   | 2021年 | 39                       | JMS P.mu CERUMO／INGING           | 阪口晴南                     |
| スーパーフォーミュラ   | 2022年 | 38                       | JMS P.mu CERUMO／INGING           | 坪井翔                       |
| スーパーフォーミュラ   | 2022年 | 39                       | JMS P.mu CERUMO／INGING           | 阪口晴南                     |
| スーパーフォーミュラ   | 2023年 | 38                       | JMS P.mu CERUMO／INGING           | 坪井翔                       |
| スーパーフォーミュラ   | 2023年 | 39                       | JMS P.mu CERUMO／INGING           | 阪口晴南                     |
| スーパーフォーミュラ   | 2024年 | 38                       | VERTEX PARTNERS CERUMO／INGING    | 阪口晴南                     |
| スーパーフォーミュラ   | 2024年 | 39                       | VERTEX PARTNERS CERUMO／INGING    | 大湯都史樹                   |

### 全日本GT選手権・SUPER GT

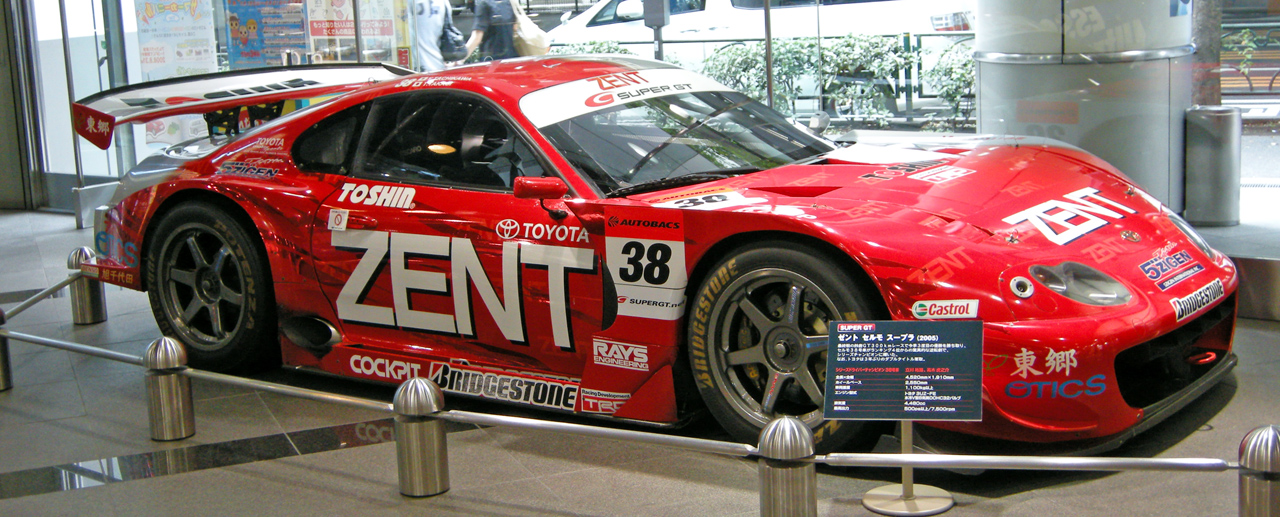
ZENTセルモスープラ（2005年）

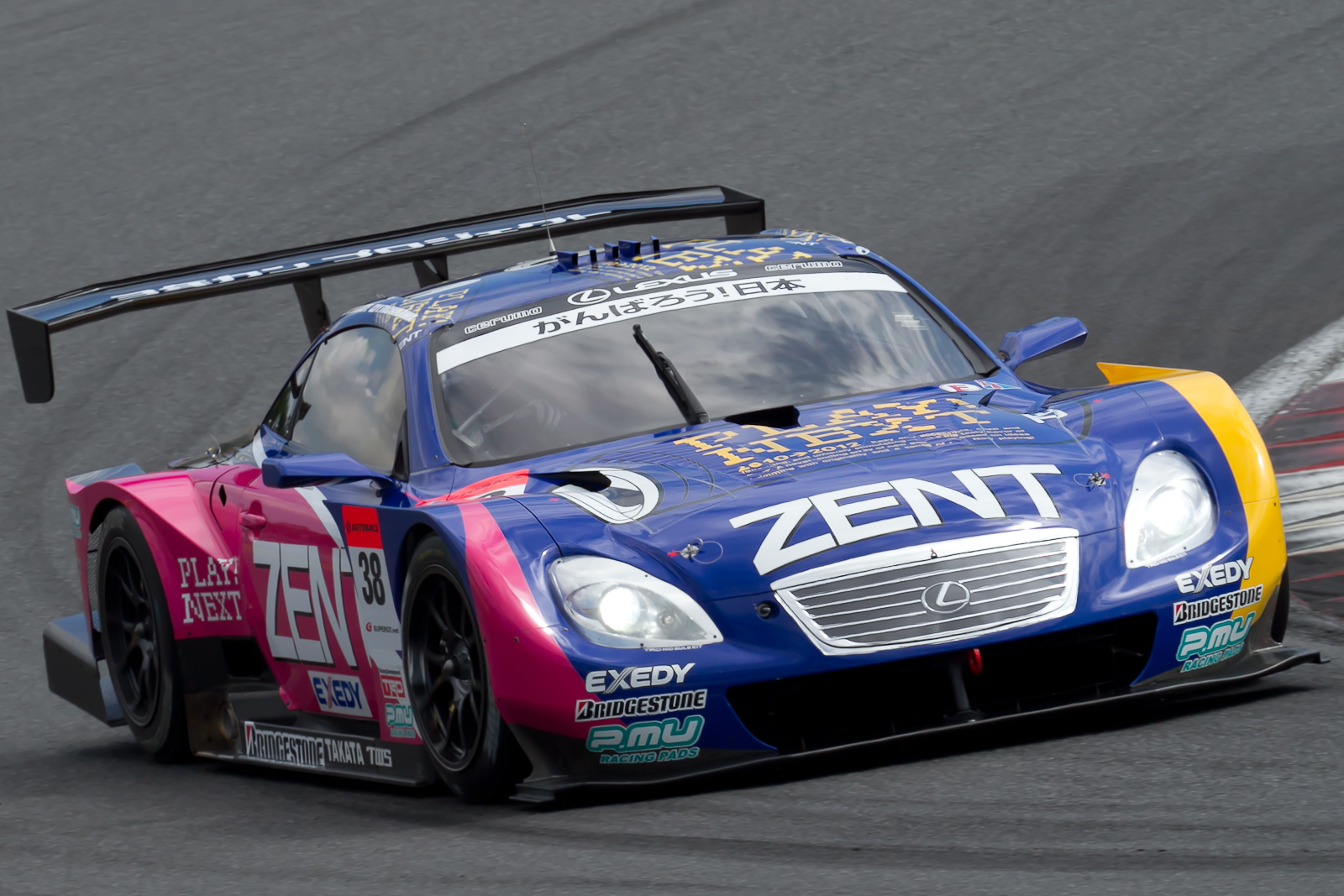
ZENT CERUMO SC430（2011年）

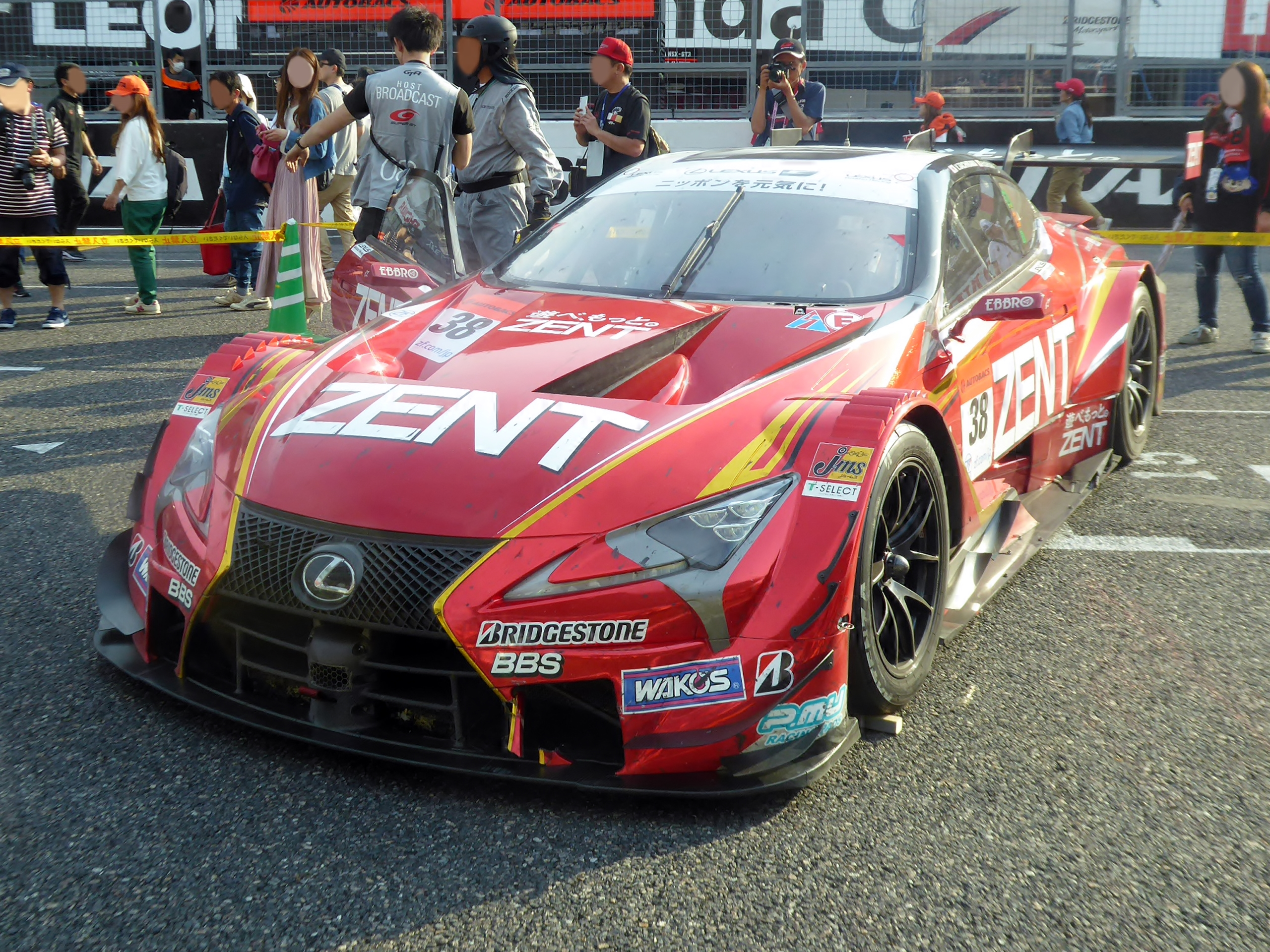
ZENT CERUMO LC500（2019年）

1995年より全日本GT選手権 (JGTC) 、2005年よりSUPER GTに参戦しており、2001年、2005年、2013年の3回ドライバーズチャンピオンを獲得している。2001年と2002年にはTeamUKYOとジョイントしている。
2022年現在、SUPER GTにはパチンコ・アミューズメントチェーンZENTのスポンサードにより「TGR TEAM ZENT CERUMO」のエントラント名で参戦している。監督は2008年、2009年は竹内浩典、2010年から2017年は高木虎之介、2018年は浜島裕英が監督を務め、2019年から立川祐路が総監督に就任している。2021年には立川総監督のまま村田淳一がチーム監督に就任。2022年には田中耕太郎が、2023年からは再び村田淳一がチームを率いている。

#### 車両について
1999年からは2002年までは2台体制で参戦した。エース車両のゼッケンは38号車（1996年のみ37号車）、2台目の車両のゼッケンは1999年と2000年は32号車、2001年と2002年は33号車を使用している。なおレギュレーションにより、前年にチャンピオンを獲得した年は1号車となる。
1995年から2005年までの車両はトヨタ・スープラ。38号車（2002年及び2006年は1号車）については、毎年新車を使用するが、32号車/33号車は旧式（前年型）のスープラを使用していた。
当初はトヨタ・セリカGT-FOURやIMSA GTPで使用されている3S-GTE（直4DOHC16バルブ）ターボエンジンを使用していたが、ライバルの日産・スカイラインGT-RがV6エンジンを使用するなどの動きに対抗して、2003年よりトヨタ・セルシオ等に使用されている3UZ-FE（V8DOHC）エンジンに変更。このときは38号車と33号車の2台体制で参戦の予定だったが、33号車はスポンサー・ドライバーが未定のため、途中参戦というかたちになった。
新型スープラは7台のみ投入（トムス2台、サード、セルモ（1台のみ）、チームルマン、KRAFT、土屋エンジニアリング）だったので、33号車は旧式の直4ターボで参戦するということであったが、最終戦まで参戦しなかったためこの話は幻となった。
2005年にはスーパーGT初年度のGT500ドライバーズタイトルを獲得した。
2006年より、すでに生産の終了したスープラに変わってレクサス・SC430にベースマシンを変更。エンジンは昨年までのスープラと同じものを引き続き使用する。ちなみに2005年にチャンピオンとなった関係で2006年は1号車だったが、その年のチャンピオンを逃したために2007年からは再び38号車となる。
2008年はレギュレーションの規定により旧年度のマシンを使っていたが、昨年クラッシュを起こした関係で安全性を確保できないと懸念されて新規製作車両を第6戦より投入した。
2009年からはレギュレーションが大きく変更された事により、4.5Lの3UZ-FEからフォーミュラ・ニッポン用に開発された3.4LのRV8KGエンジンに変更。また、カーボンモノコックとなった。エンジン変更により、当初は大幅な低回転域のトルク不足に苦戦したが、後半戦ではかなり改善した。
2013年にSC430の参戦最終年度においてシリーズチャンピオンを獲得。車両規定が大きく変わった2014年から2016年まではRC Fで参戦。
2017年からはレクサスの新型車、LC500で参戦。（LC500については、2016年8月26日に鈴鹿サーキットにて公式発表）
参戦から2022年現在に至るまで、第一線で活躍しており、3回ドライバーズチャンピオンを獲得している。

#### 参戦歴
| 名称           | 開催年 | No     | マシン                          | ドライバー                                                      |
| -------------- | ------ | ------ | ------------------------------- | --------------------------------------------------------------- |
| 全日本GT選手権 | 1995年 | 38号車 | トヨタスープラ                  | エリック・コマス                                                |
| 全日本GT選手権 | 1996年 | 37号車 | カストロールセルモスープラ      | エリック・コマス 光貞秀俊（Rd.1,2） → 竹内浩典（Rd.3-All star） |
| 全日本GT選手権 | 1997年 | 38号車 | カストロールセルモスープラ      | 竹内浩典 金石勝智                                               |
| 全日本GT選手権 | 1998年 | 38号車 | FK マッシモセルモスープラ       | 竹内浩典 野田英樹                                               |
| 全日本GT選手権 | 1999年 | 32号車 | cdmaOneセルモスープラ           | 木下隆之 近藤真彦                                               |
| 全日本GT選手権 | 1999年 | 38号車 | FK マッシモセルモスープラ       | 竹内浩典 立川祐路                                               |
| 全日本GT選手権 | 2000年 | 32号車 | cdmaOneセルモスープラ           | 木下隆之 近藤真彦                                               |
| 全日本GT選手権 | 2000年 | 38号車 | FK マッシモセルモスープラ       | 竹内浩典 立川祐路                                               |
| 全日本GT選手権 | 2001年 | 33号車 | TeamUKYOスープラ                | 片山右京 近藤真彦                                               |
| 全日本GT選手権 | 2001年 | 38号車 | auセルモスープラ                | 竹内浩典 立川祐路                                               |
| 全日本GT選手権 | 2002年 | 1号車  | auセルモスープラ                | 竹内浩典 立川祐路                                               |
| 全日本GT選手権 | 2002年 | 33号車 | United UKYOスープラ（Rd.1,3-8） | 片山右京（Rd.1,3） → 下田隼成（Rd.4-8） 近藤真彦                |
| 全日本GT選手権 | 2003年 | 38号車 | auセルモスープラ                | 竹内浩典 立川祐路                                               |
| 全日本GT選手権 | 2004年 | 38号車 | auセルモスープラ                | 立川祐路 荒聖治                                                 |
| SUPER GT       | 2005年 | 38号車 | ZENT セルモ スープラ            | 立川祐路 高木虎之介                                             |
| SUPER GT       | 2006年 | 1号車  | ZENT セルモ SC                  | 立川祐路 高木虎之介 ロニー・クインタレッリ（Rd.6）              |
| SUPER GT       | 2007年 | 38号車 | ZENT CERUMO SC430               | 立川祐路 高木虎之介                                             |
| SUPER GT       | 2008年 | 38号車 | ZENT CERUMO SC430               | 立川祐路 リチャード・ライアン                                   |
| SUPER GT       | 2009年 | 38号車 | ZENT CERUMO SC430               | 立川祐路 リチャード・ライアン                                   |
| SUPER GT       | 2010年 | 38号車 | ZENT CERUMO SC430               | 立川祐路 リチャード・ライアン                                   |
| SUPER GT       | 2011年 | 38号車 | ZENT CERUMO SC430               | 立川祐路 平手晃平                                               |
| SUPER GT       | 2012年 | 38号車 | ZENT CERUMO SC430               | 立川祐路 平手晃平                                               |
| SUPER GT       | 2013年 | 38号車 | ZENT CERUMO SC430               | 立川祐路 平手晃平                                               |
| SUPER GT       | 2014年 | 1号車  | ZENT CERUMO RC F                | 立川祐路 平手晃平                                               |
| SUPER GT       | 2015年 | 38号車 | ZENT CERUMO RC F                | 立川祐路 石浦宏明                                               |
| SUPER GT       | 2016年 | 38号車 | ZENT CERUMO RC F                | 立川祐路 石浦宏明                                               |
| SUPER GT       | 2017年 | 38号車 | ZENT CERUMO LC500               | 立川祐路 石浦宏明                                               |
| SUPER GT       | 2018年 | 38号車 | ZENT CERUMO LC500               | 立川祐路 石浦宏明                                               |
| SUPER GT       | 2019年 | 38号車 | ZENT CERUMO LC500               | 立川祐路 石浦宏明                                               |
| SUPER GT       | 2020年 | 38号車 | ZENT GR Supra                   | 立川祐路 石浦宏明                                               |
| SUPER GT       | 2021年 | 38号車 | ZENT CERUMO GR Supra            | 立川祐路 石浦宏明                                               |
| SUPER GT       | 2022年 | 38号車 | ZENT CERUMO GR Supra            | 立川祐路 石浦宏明                                               |
| SUPER GT       | 2023年 | 38号車 | ZENT CERUMO GR Supra            | 立川祐路 石浦宏明                                               |
| SUPER GT       | 2024年 | 38号車 | KeePer CERUMO GR Supra          | 石浦宏明 大湯都史樹                                             |
| SUPER GT       | 2025年 | 38号車 | KeePer CERUMO GR Supra          | 石浦宏明 大湯都史樹                                             |

※2004年度より参戦しているTEAM TAKEUCHIはTOYOTA TEAM CERUMOの名称で参戦しているが、クラス（GT500とGT300）と戦略（即戦力と将来性）が違うため、省略。

#### 主なスポンサー
- 1996年～1997年 カストロール（オイル）
- 1998年～2000年 富士興産（オイル）
- 1999年～2004年（32号車:～2000年、38号車:2001年～）  au（携帯電話）
- 2001年（33号車） ゼンリン（地図）
- 2002年（33号車） United
- 2005年～2023年 ZENT（パチンコ）
- 2024年～ KeePer（カーコーティング）